# DuPage megye
DuPage megye az Amerikai Egyesült Államokban, azon belül Illinois államban található. Megyeszékhelye Wheaton. Lakosainak száma 932 877 fő (2020. április 1.). DuPage megye Cook, Will, Kendall és Kane megyékkel határos.

## Népesség
A megye népességének változása:

| 2010 | 916 924 |
| 2020 | 932 877 |